# Православие в Португалии
Правосла́вие в Португа́лии — одна из христианских конфессий в Португалии.

## Христианство в Португалии до раскола Церкви
Первые достоверно датированные следы христианства на территории современной Португалии датированы II веком. Португалия в тот момент представляла собой часть Римской империи, большая часть её территории входила в провинцию Лузитания. В III веке христианская община существовала в Эворе. Самыми старыми епархиями Португалии являлись епархии Эворы, Браги, Лиссабона и Порту; все они были основаны в конце III—IV веках, а в V веке они были объединены в митрополию.
В V веке начались вторжения германских народов на Пиренеи. В середине века вся северная Португалия подпала под власть свевов, сделавших своей столицей Брагу. В 465 году король свевов и его подданные приняли арианство. В 561 году святой Мартин Брагский убедил короля свевов отречься от арианской ереси, но через 20 лет свевы в свою очередь подпали под власть вестготов. Известно, что португальские епископы принимали участие в Толедских соборах. В VI веке свевские и вестготские правители основали новые епархии — Визеу, Коимбру и Гуарду.
В 711 году на Пиренейский полуостров вторглись арабы (мавры). Большинство епископов переселялось на незанятый арабами север, так епископ Браги покинул город и перенёс резиденцию в Луго.
После Великого церковного раскола 1054 года португальские христиане, на тот момент контролировавшие северную половину Иберийского полуострова, остались в Западной церкви

## История православия в Португалии
На протяжении следующих девяти веков православное представительство в Португалии было крайне малым. Немногими православными христианами, кто посещал Португалию в те времена, были греческие купцы.
В отличие от многих европейских стран, Российская империя в XVIII—XIX века, в период интенсивного развития дипломатических и культурных отношений, не открыла здесь ни одного прихода.
После революции в России в 1917 году Португалия также не стала местом, куда массово приезжали русские эмигранты, чему способствовали экономическая отсталость и политическая изоляция страны, длившаяся до середины 1970-х годов.
Возникновение православной миссии в Португалии связано с именем португальского католического монаха Эдуардо Энрико Пинто да Роша, перешедшего в 1966 году под влиянием архиепископа Иоанна (Максимовича) в Русскую Православную Церковь Заграницей с наречем имени Иоанн.
В 1968 году архимандрит Иоанн начал активную миссионерскую деятельность в Португалии, где его трудами был образован ряда православных общин, объединённые в Португальскую Православную Миссию Русской Православной Церкви Заграницей. Трудами архимандрита Иоанна на португальский язык были переведены богослужебные тексты, открыта иконописная школа. К 1972 году число новообращенных португальцев приблизилось к пятистам человек, которых окормляли шесть португальских священнослужителей. В 1974 году Португальская Православная Миссия была преобразована Португальский Экзархат, но уже в 1978 году архимандрит уклонился в греческий старостильный Флоринский синод, где был пострижен в схиму с именем Гавриил и рукоположен во епископа (с 1984 года — митрополит).
В 1985 году возглавляемые митрополитом Гавриилом приходы отделились от Флоринского синода и пребывали в таком состоянии до 1990 года, когда были приняты в юрисдикцию Польской православной церкви с сохранением автономии, однако после того как Португальскую церковь возглавил митрополит Иоанн (Рибейу), между церквами вновь возникли разногласия, и в 2001 году большинство иерархов и рядовых священнослужителей вышли из юрисдикции Польской Православной Церкви и образовали «Кафолическую Православную Церковь Португалии».
Численность православных в стране начала заметно увеличиваться с конца 1990-х годов, когда в Испанию устремился поток трудовых мигрантов из Восточной Европы. В 2000—2003 годах в страну хлынули сразу десятки тысяч уроженцев Восточной Европы (украинцев, русских, молдаван, белорусов, грузинов, болгар, сербов, румын), причём в значительность степени въехавших в страну нелегально. Так, в 2005 году украинская иммиграция превысила даже традиционно лидирующую бразильскую и вышла по годовому притоку на первое место.
Это привело к росту православных приходов в Португалии. В 2003 году была создана митрополия Испании и Португалии Константинопольского патрирхата, выделенная из состава Галльской митрополии.

## Современное состояние

### Константинопольская православная церковь
На 2008 год насчитывала семь приходов в Португалии, большинство прихожан — эмигранты с Украины.

### Русская православная церковь
На 2013 год насчитывает 16 приходов и общин (включая 3 тюремных прихода) Корсунской епархии, а также один приход в Лиссабоне в подчинении Женевской и Западноевропейской епархии РПЦЗ. В 2018 году на территории Португалии и Испании учреждена Испанско-Португальская епархия.

### Румынская православная церковь
В стране действуют 7 приходов, входящих в Митрополию Западной и Южной Европы.

### Неканонические юрисдикции
Крупнейшим по числу приходов православным объединением Португалии остается Кафолическая православная церковь Португалии.
В связи со значительной украинской эмиграцией, в Португалии появились приходы неканонических Киевского Патриархата и УАПЦ.